# Barbados
Barbados er en suveræn stat i Caribien. Den er en østat beliggende i øgruppen De Små Antiller i den østlige del af Det Caribiske Hav og har staterne Saint Lucia og Saint Vincent og Grenadinerne som nærmeste naboer. Øen tilhører verdensdelen Nordamerika, men ligger kun 434 kilometer nordøst for Venezuela og det sydamerikanske kontinent. Den er med sine 439 km2
mindre end Bornholm, men har med 303.431(2023) indbyggere en befolkningstæthed, der er mere end 7 gange så høj. Hovedstaden hedder Bridgetown og har 98.511(2025) indbyggere.
Terrænet er overvejende fladt, men der er en del højdedrag omkring midten. Øen har ingen vulkansk oprindelse, og er overvejende opbygget af kalksten og koraller. Øens klima er tropisk. Levestandarden er blandt de højeste i verden og ligger på 0,788 på Human Development Index-skalaen. Dette er det tredje bedste i Nordamerika.
Barbados blev uafhængigt fra Storbritannien i 1966 og blev en suveræn stat i form af et konstitutionelt monarki med Elizabeth 2. som regerende dronning af Barbados. I 2021 blev monarkiet afskaffet, og Barbados blev en republik.

## Historie
De første beboerne på Barbados var amerikanske nomader. Tre bølger af imigranter flyttede nordover mod Nordamerika. Den første bølge var Saladoid-Barrancoid-grupper af bønder, fiskere og keramikere som ankom i kano fra Sydamerika (Venezuelas Orinoco-dal) omkring 350 e.Kr. arawak-folket udgjorde den anden bølge som udvandrede fra Sydamerika omkring 800 e.Kr. Arawakerne bosatte sig ved Stroud Point, Chandler Bay, Saint Luke's Gully og Mapp's Cave. Ifølge efterkommerne efter arawakerne på andre lokale øer var det egentlige navn på Barbados Ichirouganaim. I 1300-tallet ankom caribererne til øen fra Sydamerika i den tredje bølge. De fortrængte både arawakerne og saladoid-barrancoid folket. De næste århundreder levede cariberne, som arawakerne og saladoid-barranoid-folket havde gjort før dem, isolerede på øen.
Spaniolerne ankom i begyndelsen af 1500-tallet, og spanske conquistadorer pågreb mange caribere, og gjorde dem til slaver på plantagerne. Andre caribere flygtede fra øen.
Fra briternes første ankomst i 1627–1628 og helt til uafhængigheden i 1966 var øen under uafbrudt britisk kontrol. Imidlertid havde Barbados altid relativt set meget selvstyre, det lokale parlamentet House of Assembly begyndte sin virksomhed i 1639. Selvstyret blev udøvet af britiske migranter og ikke af den oprindelige befolkning.
Omkring 1620 blev der sendt sorte slaver til øen. 5000 af lokalbefolkningen døde af feber i 1647 og hundreder af slaver blev henrettet af britiske royalister under den engelske borgerkrig fra 1642 til 1651, eftersom de frygtede at ideerne til de demokratisk sindede Levellers kunne sprede sig til slaverne på Barbados hvis parlamentet tog kontrollen.
Et stort antal af keltisktalende indvandrere fra Irland og Skotland kom til øen som lavtlønnede arbejdere på kontrakt. Disse blev brugt som mellemmænd mellem de engelske plantageejere og den afrikanske slavebefolkning, mens de bidrog med tjeneste i kolonialmilitsen og samtidig spillede en stor rolle som allierede med den stadig voksende sorte slavebefolkning i en lang række koloniale oprør. I 1659 sendte englænderne mange irer og skotter til Barbados som slaver, og kong Jakob 2. af England og andre konger af Stuart-dynastiet sendte skotter og englændere til øen, blandt andet efter Monmouths oprøret i 1685. De nuværende efterkommere af disse oprindelige slaver bliver ofte kaldt redlegs, eller lokalt «ecky becky», og er blandt de fattigste indbyggere på Barbados. Der har også været en del giftemål mellem skotterne og irerne og afrikanerne på øen.
Sociale og politiske reformer blev gradvist gennemført i 1940'erne og 1950'erne og førte til selvstændighed fra Storbritannien i 1966. Ved uafhængigheden fortsatte Barbados dog med den britiske monark som statsoverhoved, men den 30. november 2021 blev landet en republik, men fortsat en del af British Commonwealth.

## Natur
Tidligere dækkede den tropiske regnskov næsten hele øen. I mellemtiden er den stort set blevet fortrængt af omfattende sukkerrørsplantager og dyrket jord. Kun i Turner's Hall Wood i St. Andrew-distriktet er der stadig rester af den tropiske regnskov på et areal af omkring 18 hektar.
Barbados' dyreliv omfatter kun få arter. Først og fremmest er der forskellige arter af aber, manguster, harer og firben. Læderskildpadder lægger deres æg på strandene i april og maj. Ud over kolibrier er der mange vandfugle som måger og hejrer. Barracudaer, papegøjefisk og flyvefisk findes i farvandet omkring øen.
I august 2008 blev fundet af verdens mindste slangeart offentliggjort. Der var tale om den lille slangeart Leptotyphlops carlae (en. Barbados Threadsnake) fra slangefamilien Falske ormeslanger. Slangen, som fuldt udvokset blot er 10 cm lang, blev fundet på Barbados i et af de få tilbageværende skovområder. Den er kun fundet på Barbados og er formentlig endemisk.